# 12342 Kudohmichiko
12342 Kudohmichiko eller 1993 BL12 är en asteroid i huvudbältet som upptäcktes den 30 januari 1993 av de japanska astronomerna Yoshio Kushida och Osamu Muramatsu vid Yatsugatake-Kobuchizawa-observatoriet. Den är uppkallad efter Michiko Kudoh.
Asteroiden har en diameter på ungefär 7 kilometer.